# Pseudodipsas cephenes
Pseudodipsas cephenes är en fjärilsart som beskrevs av William Chapman Hewitson 1874. Pseudodipsas cephenes ingår i släktet Pseudodipsas och familjen juvelvingar. IUCN kategoriserar arten globalt som livskraftig. Inga underarter finns listade i Catalogue of Life.

## Bildgalleri

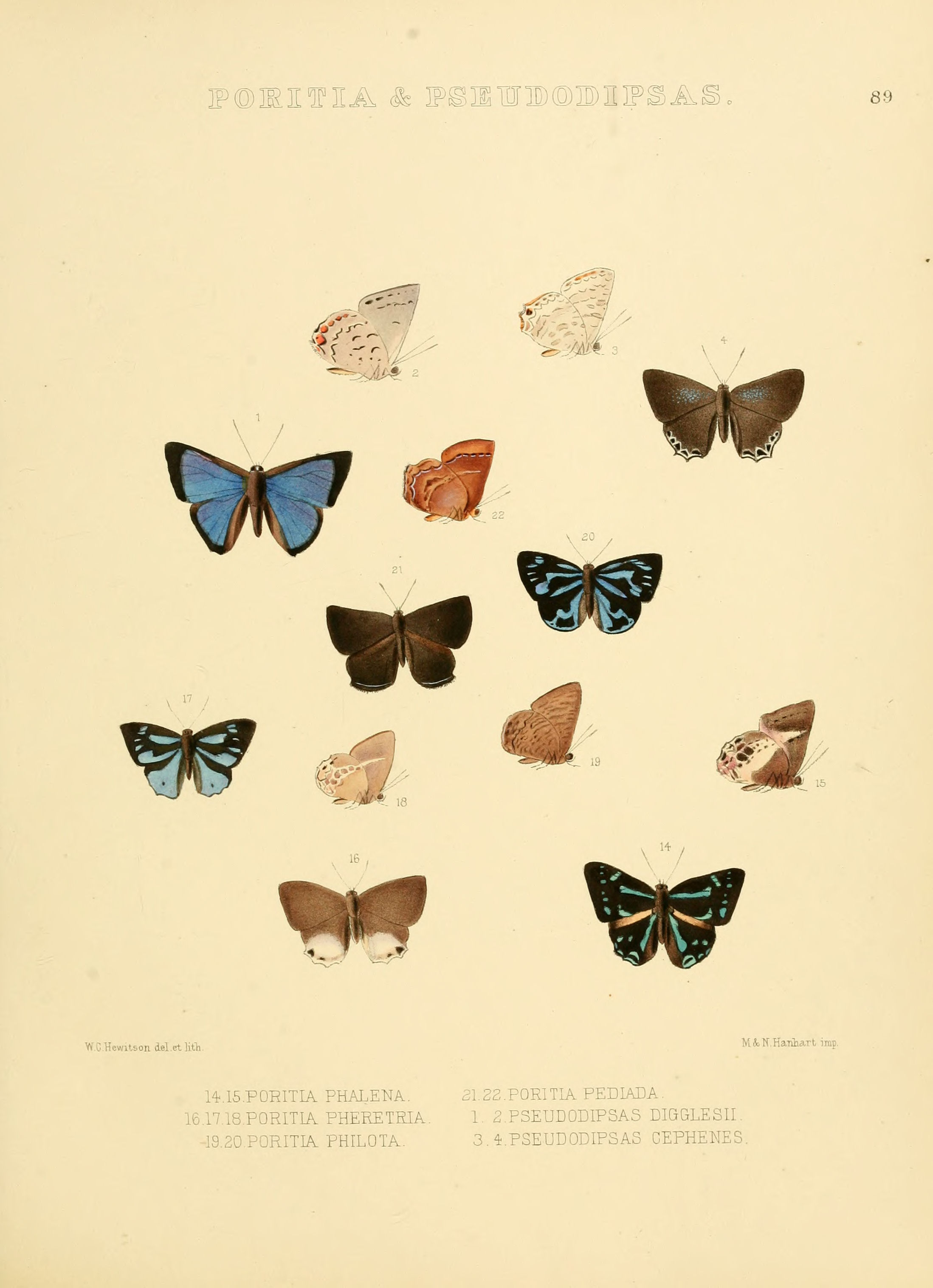
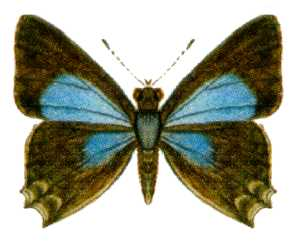